# Mikroskopia fluorescencyjna kontrastu interferencyjnego
Mikroskopia fluorescencyjna kontrastu interferencyjnego (ang. Fluorescence interference contrast microscopy (FLIC) – technika mikroskopii fluorescencyjnej pozwalająca na uzyskanie rozdzielczości na osi Z w skali nanometrowej.
Z FLIC mamy do czynienia, gdy oglądany pod mikroskopem obiekt fluorescencyjny znajduje się na powierzchni odbijającej światło (na przykład płytce krzemowej). Obiektyw, a zatem i układ analizujący, odbiera zarówno światło bezpośrednio emitowane przez próbkę, jak i światło, które próbka wyemitowała w kierunku powierzchni, od której uległo ono odbiciu. Zachodząca pomiędzy tymi falami świetlnymi interferencja prowadzi do podwójnej modulacji sin2 intensywności I, sygnału obiektu fluoryzującego, w funkcji odległości h od powierzchni odbijającej. Pozwala to na uzyskanie nanometrowych rozdzielczości w osi pionowej obiektu i bardzo dokładne pomiary wysokości obiektu lub szczegółów jego powierzchni.
Mikroskopia FLIC znalazła zastosowanie do badania topografii powierzchni błon zawierających sondy fluorescencyjne, na przykład sztucznie tworzonych błon biologicznych czy też błon komórkowych żywych komórek wyposażonych we fluoroscencyjnie znakowane białka błonowe.